# Cavall (escacs)
El cavall és una peça menor d'escacs amb un valor aproximat de tres peons. Té un estil característic de moure's: es mou dues caselles cap a una direcció no diagonal i després una casella addicional en una altra direcció, de manera que faci un moviment en forma de L. També és l'única peça que pot saltar per sobre d'altres peces, tant fa que siguin pròpies o rivals. Captura prenent l'escac ocupat per la peça adversària.
Al començament d'una partida, cada jugador té dues peces que són disposades en les columnes b i g, a la primera fila per a les blanques i en la vuitena per les negres. El joc és més actiu en el centre ampliat on es pot atacar i defensar més escacs que a la cantonada.
La peça és utilitzada en gairebé totes les variants d'escacs, normalment en la mateixa posició de la versió occidental, sempre amb el mateix moviment característic i el nom assignat a l'animal cavall.
El Nightrider és una de les peces no ortodoxes més populars, que té un moviment semblant al cavall, però després pot seguir avançant en la mateixa direcció. Així, pot fer un o més successius salts de cavaller, tots en la mateixa direcció: els espais visitats per tots, menys el darrer salt, han d'estar buits. Va ser inventat pel famós compositor de problemes d'escacs britànic T.R. Dawson.

## Origen i etimologia
Una de les llegendes que acompanya la creació del joc explica que el braman Sessa (o Sissa) ibn Daher va crear el Xaturanga, precursor més antic dels escacs, una petició del Rajà indi Balhait. Sissa es va basar en les figures de l'exèrcit de l'Índia, i va incloure el cavall com forma representativa de la cavalleria i del paper que aquesta desenvolupa en els exercicis durant la guerra. D'acord amb relats grecs, aquesta era la composició de l'exèrcit de l'Índia des del segle iv aC.
En llengua persa la peça s'anomenava  Asp  i en àrab Faras, totes dues amb el mateix significat que en sànscrit. A Espanya i Portugal la peça va retenir el significat original en sànscrit, però a França, Itàlia i Regne Unit al seu significat va ser alterat per tal de representar la cavalleria, influenciat per moralitats medievals que utilitzen el joc com una metàfora per retratar la societat. En alemany la peça va adquirir una nomenclatura diferent on és denominada Springer que significa saltador. La denominació de la peça a Àsia té el mateix significat sànscrit sent els noms Xinès i Coreà ma i al Japó Kei-ma. En Birmània, Malàisia i Java, els noms són myin, kuda i Jaran respectivament.

## Moviment i valor relatiu
|   | a | b | c | d | e | f | g | h |   |
| 8 | f8 negres alfil · g8 negres cavall · h8 negres torre · e7 black circle · f7 negres peó · g7 negres peó · h7 negres peó · f6 black circle · h6 black circle · b5 black circle · d5 black circle · a4 black circle · e4 black circle · c3 blanques cavall · a2 black circle · e2 black circle · b1 black circle · d1 black circle | f8 negres alfil · g8 negres cavall · h8 negres torre · e7 black circle · f7 negres peó · g7 negres peó · h7 negres peó · f6 black circle · h6 black circle · b5 black circle · d5 black circle · a4 black circle · e4 black circle · c3 blanques cavall · a2 black circle · e2 black circle · b1 black circle · d1 black circle | f8 negres alfil · g8 negres cavall · h8 negres torre · e7 black circle · f7 negres peó · g7 negres peó · h7 negres peó · f6 black circle · h6 black circle · b5 black circle · d5 black circle · a4 black circle · e4 black circle · c3 blanques cavall · a2 black circle · e2 black circle · b1 black circle · d1 black circle | f8 negres alfil · g8 negres cavall · h8 negres torre · e7 black circle · f7 negres peó · g7 negres peó · h7 negres peó · f6 black circle · h6 black circle · b5 black circle · d5 black circle · a4 black circle · e4 black circle · c3 blanques cavall · a2 black circle · e2 black circle · b1 black circle · d1 black circle | f8 negres alfil · g8 negres cavall · h8 negres torre · e7 black circle · f7 negres peó · g7 negres peó · h7 negres peó · f6 black circle · h6 black circle · b5 black circle · d5 black circle · a4 black circle · e4 black circle · c3 blanques cavall · a2 black circle · e2 black circle · b1 black circle · d1 black circle | f8 negres alfil · g8 negres cavall · h8 negres torre · e7 black circle · f7 negres peó · g7 negres peó · h7 negres peó · f6 black circle · h6 black circle · b5 black circle · d5 black circle · a4 black circle · e4 black circle · c3 blanques cavall · a2 black circle · e2 black circle · b1 black circle · d1 black circle | f8 negres alfil · g8 negres cavall · h8 negres torre · e7 black circle · f7 negres peó · g7 negres peó · h7 negres peó · f6 black circle · h6 black circle · b5 black circle · d5 black circle · a4 black circle · e4 black circle · c3 blanques cavall · a2 black circle · e2 black circle · b1 black circle · d1 black circle | f8 negres alfil · g8 negres cavall · h8 negres torre · e7 black circle · f7 negres peó · g7 negres peó · h7 negres peó · f6 black circle · h6 black circle · b5 black circle · d5 black circle · a4 black circle · e4 black circle · c3 blanques cavall · a2 black circle · e2 black circle · b1 black circle · d1 black circle | 8 |
| 7 | f8 negres alfil · g8 negres cavall · h8 negres torre · e7 black circle · f7 negres peó · g7 negres peó · h7 negres peó · f6 black circle · h6 black circle · b5 black circle · d5 black circle · a4 black circle · e4 black circle · c3 blanques cavall · a2 black circle · e2 black circle · b1 black circle · d1 black circle | f8 negres alfil · g8 negres cavall · h8 negres torre · e7 black circle · f7 negres peó · g7 negres peó · h7 negres peó · f6 black circle · h6 black circle · b5 black circle · d5 black circle · a4 black circle · e4 black circle · c3 blanques cavall · a2 black circle · e2 black circle · b1 black circle · d1 black circle | f8 negres alfil · g8 negres cavall · h8 negres torre · e7 black circle · f7 negres peó · g7 negres peó · h7 negres peó · f6 black circle · h6 black circle · b5 black circle · d5 black circle · a4 black circle · e4 black circle · c3 blanques cavall · a2 black circle · e2 black circle · b1 black circle · d1 black circle | f8 negres alfil · g8 negres cavall · h8 negres torre · e7 black circle · f7 negres peó · g7 negres peó · h7 negres peó · f6 black circle · h6 black circle · b5 black circle · d5 black circle · a4 black circle · e4 black circle · c3 blanques cavall · a2 black circle · e2 black circle · b1 black circle · d1 black circle | f8 negres alfil · g8 negres cavall · h8 negres torre · e7 black circle · f7 negres peó · g7 negres peó · h7 negres peó · f6 black circle · h6 black circle · b5 black circle · d5 black circle · a4 black circle · e4 black circle · c3 blanques cavall · a2 black circle · e2 black circle · b1 black circle · d1 black circle | f8 negres alfil · g8 negres cavall · h8 negres torre · e7 black circle · f7 negres peó · g7 negres peó · h7 negres peó · f6 black circle · h6 black circle · b5 black circle · d5 black circle · a4 black circle · e4 black circle · c3 blanques cavall · a2 black circle · e2 black circle · b1 black circle · d1 black circle | f8 negres alfil · g8 negres cavall · h8 negres torre · e7 black circle · f7 negres peó · g7 negres peó · h7 negres peó · f6 black circle · h6 black circle · b5 black circle · d5 black circle · a4 black circle · e4 black circle · c3 blanques cavall · a2 black circle · e2 black circle · b1 black circle · d1 black circle | f8 negres alfil · g8 negres cavall · h8 negres torre · e7 black circle · f7 negres peó · g7 negres peó · h7 negres peó · f6 black circle · h6 black circle · b5 black circle · d5 black circle · a4 black circle · e4 black circle · c3 blanques cavall · a2 black circle · e2 black circle · b1 black circle · d1 black circle | 7 |
| 6 | f8 negres alfil · g8 negres cavall · h8 negres torre · e7 black circle · f7 negres peó · g7 negres peó · h7 negres peó · f6 black circle · h6 black circle · b5 black circle · d5 black circle · a4 black circle · e4 black circle · c3 blanques cavall · a2 black circle · e2 black circle · b1 black circle · d1 black circle | f8 negres alfil · g8 negres cavall · h8 negres torre · e7 black circle · f7 negres peó · g7 negres peó · h7 negres peó · f6 black circle · h6 black circle · b5 black circle · d5 black circle · a4 black circle · e4 black circle · c3 blanques cavall · a2 black circle · e2 black circle · b1 black circle · d1 black circle | f8 negres alfil · g8 negres cavall · h8 negres torre · e7 black circle · f7 negres peó · g7 negres peó · h7 negres peó · f6 black circle · h6 black circle · b5 black circle · d5 black circle · a4 black circle · e4 black circle · c3 blanques cavall · a2 black circle · e2 black circle · b1 black circle · d1 black circle | f8 negres alfil · g8 negres cavall · h8 negres torre · e7 black circle · f7 negres peó · g7 negres peó · h7 negres peó · f6 black circle · h6 black circle · b5 black circle · d5 black circle · a4 black circle · e4 black circle · c3 blanques cavall · a2 black circle · e2 black circle · b1 black circle · d1 black circle | f8 negres alfil · g8 negres cavall · h8 negres torre · e7 black circle · f7 negres peó · g7 negres peó · h7 negres peó · f6 black circle · h6 black circle · b5 black circle · d5 black circle · a4 black circle · e4 black circle · c3 blanques cavall · a2 black circle · e2 black circle · b1 black circle · d1 black circle | f8 negres alfil · g8 negres cavall · h8 negres torre · e7 black circle · f7 negres peó · g7 negres peó · h7 negres peó · f6 black circle · h6 black circle · b5 black circle · d5 black circle · a4 black circle · e4 black circle · c3 blanques cavall · a2 black circle · e2 black circle · b1 black circle · d1 black circle | f8 negres alfil · g8 negres cavall · h8 negres torre · e7 black circle · f7 negres peó · g7 negres peó · h7 negres peó · f6 black circle · h6 black circle · b5 black circle · d5 black circle · a4 black circle · e4 black circle · c3 blanques cavall · a2 black circle · e2 black circle · b1 black circle · d1 black circle | f8 negres alfil · g8 negres cavall · h8 negres torre · e7 black circle · f7 negres peó · g7 negres peó · h7 negres peó · f6 black circle · h6 black circle · b5 black circle · d5 black circle · a4 black circle · e4 black circle · c3 blanques cavall · a2 black circle · e2 black circle · b1 black circle · d1 black circle | 6 |
| 5 | f8 negres alfil · g8 negres cavall · h8 negres torre · e7 black circle · f7 negres peó · g7 negres peó · h7 negres peó · f6 black circle · h6 black circle · b5 black circle · d5 black circle · a4 black circle · e4 black circle · c3 blanques cavall · a2 black circle · e2 black circle · b1 black circle · d1 black circle | f8 negres alfil · g8 negres cavall · h8 negres torre · e7 black circle · f7 negres peó · g7 negres peó · h7 negres peó · f6 black circle · h6 black circle · b5 black circle · d5 black circle · a4 black circle · e4 black circle · c3 blanques cavall · a2 black circle · e2 black circle · b1 black circle · d1 black circle | f8 negres alfil · g8 negres cavall · h8 negres torre · e7 black circle · f7 negres peó · g7 negres peó · h7 negres peó · f6 black circle · h6 black circle · b5 black circle · d5 black circle · a4 black circle · e4 black circle · c3 blanques cavall · a2 black circle · e2 black circle · b1 black circle · d1 black circle | f8 negres alfil · g8 negres cavall · h8 negres torre · e7 black circle · f7 negres peó · g7 negres peó · h7 negres peó · f6 black circle · h6 black circle · b5 black circle · d5 black circle · a4 black circle · e4 black circle · c3 blanques cavall · a2 black circle · e2 black circle · b1 black circle · d1 black circle | f8 negres alfil · g8 negres cavall · h8 negres torre · e7 black circle · f7 negres peó · g7 negres peó · h7 negres peó · f6 black circle · h6 black circle · b5 black circle · d5 black circle · a4 black circle · e4 black circle · c3 blanques cavall · a2 black circle · e2 black circle · b1 black circle · d1 black circle | f8 negres alfil · g8 negres cavall · h8 negres torre · e7 black circle · f7 negres peó · g7 negres peó · h7 negres peó · f6 black circle · h6 black circle · b5 black circle · d5 black circle · a4 black circle · e4 black circle · c3 blanques cavall · a2 black circle · e2 black circle · b1 black circle · d1 black circle | f8 negres alfil · g8 negres cavall · h8 negres torre · e7 black circle · f7 negres peó · g7 negres peó · h7 negres peó · f6 black circle · h6 black circle · b5 black circle · d5 black circle · a4 black circle · e4 black circle · c3 blanques cavall · a2 black circle · e2 black circle · b1 black circle · d1 black circle | f8 negres alfil · g8 negres cavall · h8 negres torre · e7 black circle · f7 negres peó · g7 negres peó · h7 negres peó · f6 black circle · h6 black circle · b5 black circle · d5 black circle · a4 black circle · e4 black circle · c3 blanques cavall · a2 black circle · e2 black circle · b1 black circle · d1 black circle | 5 |
| 4 | f8 negres alfil · g8 negres cavall · h8 negres torre · e7 black circle · f7 negres peó · g7 negres peó · h7 negres peó · f6 black circle · h6 black circle · b5 black circle · d5 black circle · a4 black circle · e4 black circle · c3 blanques cavall · a2 black circle · e2 black circle · b1 black circle · d1 black circle | f8 negres alfil · g8 negres cavall · h8 negres torre · e7 black circle · f7 negres peó · g7 negres peó · h7 negres peó · f6 black circle · h6 black circle · b5 black circle · d5 black circle · a4 black circle · e4 black circle · c3 blanques cavall · a2 black circle · e2 black circle · b1 black circle · d1 black circle | f8 negres alfil · g8 negres cavall · h8 negres torre · e7 black circle · f7 negres peó · g7 negres peó · h7 negres peó · f6 black circle · h6 black circle · b5 black circle · d5 black circle · a4 black circle · e4 black circle · c3 blanques cavall · a2 black circle · e2 black circle · b1 black circle · d1 black circle | f8 negres alfil · g8 negres cavall · h8 negres torre · e7 black circle · f7 negres peó · g7 negres peó · h7 negres peó · f6 black circle · h6 black circle · b5 black circle · d5 black circle · a4 black circle · e4 black circle · c3 blanques cavall · a2 black circle · e2 black circle · b1 black circle · d1 black circle | f8 negres alfil · g8 negres cavall · h8 negres torre · e7 black circle · f7 negres peó · g7 negres peó · h7 negres peó · f6 black circle · h6 black circle · b5 black circle · d5 black circle · a4 black circle · e4 black circle · c3 blanques cavall · a2 black circle · e2 black circle · b1 black circle · d1 black circle | f8 negres alfil · g8 negres cavall · h8 negres torre · e7 black circle · f7 negres peó · g7 negres peó · h7 negres peó · f6 black circle · h6 black circle · b5 black circle · d5 black circle · a4 black circle · e4 black circle · c3 blanques cavall · a2 black circle · e2 black circle · b1 black circle · d1 black circle | f8 negres alfil · g8 negres cavall · h8 negres torre · e7 black circle · f7 negres peó · g7 negres peó · h7 negres peó · f6 black circle · h6 black circle · b5 black circle · d5 black circle · a4 black circle · e4 black circle · c3 blanques cavall · a2 black circle · e2 black circle · b1 black circle · d1 black circle | f8 negres alfil · g8 negres cavall · h8 negres torre · e7 black circle · f7 negres peó · g7 negres peó · h7 negres peó · f6 black circle · h6 black circle · b5 black circle · d5 black circle · a4 black circle · e4 black circle · c3 blanques cavall · a2 black circle · e2 black circle · b1 black circle · d1 black circle | 4 |
| 3 | f8 negres alfil · g8 negres cavall · h8 negres torre · e7 black circle · f7 negres peó · g7 negres peó · h7 negres peó · f6 black circle · h6 black circle · b5 black circle · d5 black circle · a4 black circle · e4 black circle · c3 blanques cavall · a2 black circle · e2 black circle · b1 black circle · d1 black circle | f8 negres alfil · g8 negres cavall · h8 negres torre · e7 black circle · f7 negres peó · g7 negres peó · h7 negres peó · f6 black circle · h6 black circle · b5 black circle · d5 black circle · a4 black circle · e4 black circle · c3 blanques cavall · a2 black circle · e2 black circle · b1 black circle · d1 black circle | f8 negres alfil · g8 negres cavall · h8 negres torre · e7 black circle · f7 negres peó · g7 negres peó · h7 negres peó · f6 black circle · h6 black circle · b5 black circle · d5 black circle · a4 black circle · e4 black circle · c3 blanques cavall · a2 black circle · e2 black circle · b1 black circle · d1 black circle | f8 negres alfil · g8 negres cavall · h8 negres torre · e7 black circle · f7 negres peó · g7 negres peó · h7 negres peó · f6 black circle · h6 black circle · b5 black circle · d5 black circle · a4 black circle · e4 black circle · c3 blanques cavall · a2 black circle · e2 black circle · b1 black circle · d1 black circle | f8 negres alfil · g8 negres cavall · h8 negres torre · e7 black circle · f7 negres peó · g7 negres peó · h7 negres peó · f6 black circle · h6 black circle · b5 black circle · d5 black circle · a4 black circle · e4 black circle · c3 blanques cavall · a2 black circle · e2 black circle · b1 black circle · d1 black circle | f8 negres alfil · g8 negres cavall · h8 negres torre · e7 black circle · f7 negres peó · g7 negres peó · h7 negres peó · f6 black circle · h6 black circle · b5 black circle · d5 black circle · a4 black circle · e4 black circle · c3 blanques cavall · a2 black circle · e2 black circle · b1 black circle · d1 black circle | f8 negres alfil · g8 negres cavall · h8 negres torre · e7 black circle · f7 negres peó · g7 negres peó · h7 negres peó · f6 black circle · h6 black circle · b5 black circle · d5 black circle · a4 black circle · e4 black circle · c3 blanques cavall · a2 black circle · e2 black circle · b1 black circle · d1 black circle | f8 negres alfil · g8 negres cavall · h8 negres torre · e7 black circle · f7 negres peó · g7 negres peó · h7 negres peó · f6 black circle · h6 black circle · b5 black circle · d5 black circle · a4 black circle · e4 black circle · c3 blanques cavall · a2 black circle · e2 black circle · b1 black circle · d1 black circle | 3 |
| 2 | f8 negres alfil · g8 negres cavall · h8 negres torre · e7 black circle · f7 negres peó · g7 negres peó · h7 negres peó · f6 black circle · h6 black circle · b5 black circle · d5 black circle · a4 black circle · e4 black circle · c3 blanques cavall · a2 black circle · e2 black circle · b1 black circle · d1 black circle | f8 negres alfil · g8 negres cavall · h8 negres torre · e7 black circle · f7 negres peó · g7 negres peó · h7 negres peó · f6 black circle · h6 black circle · b5 black circle · d5 black circle · a4 black circle · e4 black circle · c3 blanques cavall · a2 black circle · e2 black circle · b1 black circle · d1 black circle | f8 negres alfil · g8 negres cavall · h8 negres torre · e7 black circle · f7 negres peó · g7 negres peó · h7 negres peó · f6 black circle · h6 black circle · b5 black circle · d5 black circle · a4 black circle · e4 black circle · c3 blanques cavall · a2 black circle · e2 black circle · b1 black circle · d1 black circle | f8 negres alfil · g8 negres cavall · h8 negres torre · e7 black circle · f7 negres peó · g7 negres peó · h7 negres peó · f6 black circle · h6 black circle · b5 black circle · d5 black circle · a4 black circle · e4 black circle · c3 blanques cavall · a2 black circle · e2 black circle · b1 black circle · d1 black circle | f8 negres alfil · g8 negres cavall · h8 negres torre · e7 black circle · f7 negres peó · g7 negres peó · h7 negres peó · f6 black circle · h6 black circle · b5 black circle · d5 black circle · a4 black circle · e4 black circle · c3 blanques cavall · a2 black circle · e2 black circle · b1 black circle · d1 black circle | f8 negres alfil · g8 negres cavall · h8 negres torre · e7 black circle · f7 negres peó · g7 negres peó · h7 negres peó · f6 black circle · h6 black circle · b5 black circle · d5 black circle · a4 black circle · e4 black circle · c3 blanques cavall · a2 black circle · e2 black circle · b1 black circle · d1 black circle | f8 negres alfil · g8 negres cavall · h8 negres torre · e7 black circle · f7 negres peó · g7 negres peó · h7 negres peó · f6 black circle · h6 black circle · b5 black circle · d5 black circle · a4 black circle · e4 black circle · c3 blanques cavall · a2 black circle · e2 black circle · b1 black circle · d1 black circle | f8 negres alfil · g8 negres cavall · h8 negres torre · e7 black circle · f7 negres peó · g7 negres peó · h7 negres peó · f6 black circle · h6 black circle · b5 black circle · d5 black circle · a4 black circle · e4 black circle · c3 blanques cavall · a2 black circle · e2 black circle · b1 black circle · d1 black circle | 2 |
| 1 | f8 negres alfil · g8 negres cavall · h8 negres torre · e7 black circle · f7 negres peó · g7 negres peó · h7 negres peó · f6 black circle · h6 black circle · b5 black circle · d5 black circle · a4 black circle · e4 black circle · c3 blanques cavall · a2 black circle · e2 black circle · b1 black circle · d1 black circle | f8 negres alfil · g8 negres cavall · h8 negres torre · e7 black circle · f7 negres peó · g7 negres peó · h7 negres peó · f6 black circle · h6 black circle · b5 black circle · d5 black circle · a4 black circle · e4 black circle · c3 blanques cavall · a2 black circle · e2 black circle · b1 black circle · d1 black circle | f8 negres alfil · g8 negres cavall · h8 negres torre · e7 black circle · f7 negres peó · g7 negres peó · h7 negres peó · f6 black circle · h6 black circle · b5 black circle · d5 black circle · a4 black circle · e4 black circle · c3 blanques cavall · a2 black circle · e2 black circle · b1 black circle · d1 black circle | f8 negres alfil · g8 negres cavall · h8 negres torre · e7 black circle · f7 negres peó · g7 negres peó · h7 negres peó · f6 black circle · h6 black circle · b5 black circle · d5 black circle · a4 black circle · e4 black circle · c3 blanques cavall · a2 black circle · e2 black circle · b1 black circle · d1 black circle | f8 negres alfil · g8 negres cavall · h8 negres torre · e7 black circle · f7 negres peó · g7 negres peó · h7 negres peó · f6 black circle · h6 black circle · b5 black circle · d5 black circle · a4 black circle · e4 black circle · c3 blanques cavall · a2 black circle · e2 black circle · b1 black circle · d1 black circle | f8 negres alfil · g8 negres cavall · h8 negres torre · e7 black circle · f7 negres peó · g7 negres peó · h7 negres peó · f6 black circle · h6 black circle · b5 black circle · d5 black circle · a4 black circle · e4 black circle · c3 blanques cavall · a2 black circle · e2 black circle · b1 black circle · d1 black circle | f8 negres alfil · g8 negres cavall · h8 negres torre · e7 black circle · f7 negres peó · g7 negres peó · h7 negres peó · f6 black circle · h6 black circle · b5 black circle · d5 black circle · a4 black circle · e4 black circle · c3 blanques cavall · a2 black circle · e2 black circle · b1 black circle · d1 black circle | f8 negres alfil · g8 negres cavall · h8 negres torre · e7 black circle · f7 negres peó · g7 negres peó · h7 negres peó · f6 black circle · h6 black circle · b5 black circle · d5 black circle · a4 black circle · e4 black circle · c3 blanques cavall · a2 black circle · e2 black circle · b1 black circle · d1 black circle | 1 |
|   | a | b | c | d | e | f | g | h |   |

A la posició inicial del començament de cada partida, cada jugador té dues peces que són disposades posicionades a b1 i g1 per a les blanques i a b8 i g8 per a les negres.
El moviment del cavall va romandre pràcticament inalterat al llarg de la història dels escacs, podent moure's cap a l'escac més proper on es troba, mentre no estigui en la mateixa columna, diagonal o fila de l'escaquer, amb el format característic de la lletra L, podent saltar peces que hi intervenen. La peça és més activa en el centre ampliat (els vuit escacs centrals) on pot atacar vuit escacs i menys eficaç en les cantonades on pot atacar de dos a sis escacs. El Cavall és l'única peça que no pot perdre un temps, és a dir, aconsegueix moure de b6 a b5 en un nombre imparell de moviments, però mai en un nombre parell de moviments funció d'això, la peça no aconsegueix evitar posicions de zugzwang.
Usualment, el valor relatiu del cavall s'estima en aproximadament tres punts en relació amb el valor de referència d'un peó. No obstant això, en els finals el valor pot ser inferior a 2 ½ punts, en part perquè el costat del cavall no es pot vèncer si l'últim peó aliat ha estat capturat. Tot i que es considera que té el mateix valor que l'alfil, se sol considerar que dos cavalls són mig punt menys valuosos que la parella d'alfils. Jugadors experimentats com Tigran Petrossian prefereixen la peça per la superioritat sobre l'alfil en determinades posicions. A més aquest no poden accedir als escacs de diferent color al seu mentre que els cavalls poden assolir tots els escacs en el tauler; en canvi, l'alfil és capaç d'emprar tàctiques com la clavada sent el cavall incapaç de realitzar-la. En altres variants dels escacs aquest valor relatiu pot ser diferent. Al escacs xinesos un cavall és més valuós que dos alfils, mentre que els dos cavalls japonesos són menys valuosos que un alfil.
A l'canvi d'un cavall per una torre s'anomena guany de qualitat. Encara que la diferència relativa sigui de dos peons, alguns jugadors com Tigran Petrossian creuen que la diferència és menor entre 1 i 1 ½. L'intercanvi d'un cavall per un alfil, es denomina qualitat inferior, terme encunyat per Siegbert Tarrasch. En certes posicions, un alfil també pot perdre un temps a través d'un moviment d'espera evitant posicions zugzwang sent el cavall incapaç de realitzar aquesta tàctica.

## Estratègia
Per ser una peça de curt abast, el cavall convé utilitzar-lo al centre de l'escaquer on pot moure's per més escacs. En la primera i segona fila, es considera una peça defensiva que ha de ser mòbil fins a la tercera i quarta fila on pugui atacar com defensar amb la mateixa facilitat. En la cinquena i sisena fila, la seva posició és agressiva i hauria de basar-se en el suport d'altres peces on no pugui ser atacat per peons adversaris, si no és per debilitar les defenses adversàries.
En una posició tancada, el cavall és un excel·lent bloquejador de peons adversaris, perquè a diferència de les altres peces el seu moviment no està limitat pel peó oposat ni per l'absència de columnes o diagonals obertes necessàries per al moviment de l'alfil i la torre.
A finals amb un sol un peó, l'avantatge que proporciona un cavall no sempre és suficient per garantir la victòria sobretot si el peó es troba a la columna a o h. En aquest cas, la incapacitat per a perdre un temps no permet que el mateix rei allunyi l'adversari per oposició, garantint així la victòria. En altres situacions amb un peó per cada costat, serà útil si és capaç de defensar el seu propi peó en una fila inferior i el rei pot capturar al peó adversari o a la inversa sense ofegar al rei contrari.

## La ruta del cavall

Solució "tancada" per al problema, presentada per El Turc.

La ruta del cavall, o problema, és un famós problema d'escacs que implica el curs de la peça a tot l'escaquer, seguint les regles del joc de moure's en forma de L i de passar per tots els escacs exactament una vegada en moviments consecutius.
L'exercici té poc a veure amb els escacs i hi ha la possibilitat que precedeixi el mateix joc. S'esmenta a l'obra "Kavyalankara" de Rudrata al voltant del segle ix, en què la solució es limita a la meitat de l'escaquer, i al cinquè llibre de "Bhagavantabháskara" escrit al voltant del segle xvi que conté una secció sobre escacs. El problema va suscitar l'interès de diversos matemàtics, entre ells el suís Leonhard Euler que va descriure un mètode matemàtic per resoldre el problema.
Hi ha algunes solucions amb un refinament matemàtic en què sumant les xifres d'ordre de moviment en columnes i files el resultat és 260, aquest tipus de solucions van ser proposades per Carl Jaenisch el 1862. Un altre refinament presentat en l'obra de Rudrata consisteix en un poema en el qual la lectura s'interpreta directament, és a dir, com si no hi hagués un tauler, és el mateix poema que quan es llegeix segons les regles de moviment de la peça.